# Robert J. Yanosey
Robert J. Yanosey (* 30. April 1946) ist ein US-amerikanischer Autor und Publizist von Eisenbahnbüchern.
Robert J. Yanosey arbeitete ab 1968 bei der Erie Lackawanna Railroad als Agent-Operator. 1973 wechselte er zum Verkehrsministerium von New Jersey. Von 1974 bis 1976 arbeitete er für verschiedene Bahngesellschaften im Bereich New Jersey. 1976 wurde er Regionalmanager bei der neu gegründeten Conrail. 1978 wechselte er wieder ins Verkehrsministerium und war Chief Bureau of Rail Operations und von 1980 bis 1982 Director of Rail Transportation bei NJ Transit. Der Erlös aus dem Verkauf von Aktien der Lehigh Valley Railroad an die Penn Central 1983 ermöglichte ihm 1986 den Verlag Morning Sun Books zu gründen.

## Werke
- 1987: Penn Central power, ISBN 0-9619058-0-8.
- 1988: Pennsy diesel years, ISBN 1-878887-54-8.
- 1988: Tidewater triangle, ISBN 0-9619058-1-6.
- 1989: Lehigh Valley : in color, ISBN 0-9619058-5-9.
- 1991:  Lehigh Valley-2 : in color, ISBN 1-878887-03-3.
- 2005: Trackside around New Jersey 1968–1983, ISBN 1-58248-169-5.
- 2006: Erie Railroad facilities in color, ISBN 1-58248-208-X.
- 2007: Lackawanna Railroad facilities in color, ISBN 1-58248-214-4.
- 2008: Pennsylvania railroad facilities in color, ISBN 1-58248-240-3.